# Lagonoy
Lagonoy è una municipalità di terza classe delle Filippine, situata nella Provincia di Camarines Sur, nella Regione del Bicol.
Lagonoy è formata da 38 baranggay:
- Agosais
- Agpo-Camagong-Tabog
- Amoguis
- Balaton
- Binanuahan
- Bocogan
- Burabod
- Cabotonan
- Dahat
- Del Carmen
- Gimagtocon
- Ginorangan (Genorangan)
- Gubat
- Guibahoy
- Himanag
- Kinahologan
- Loho
- Manamoc
- Mangogon

- Mapid
- Olas
- Omalo
- Panagan
- Panicuan
- Pinamihagan
- San Francisco (Pob.)
- San Isidro
- San Isidro Norte (Pob.)
- San Isidro Sur (Pob.)
- San Rafael
- San Ramon
- San Roque
- San Sebastian
- San Vicente (Pob.)
- Santa Cruz (Pob.)
- Santa Maria (Pob.)
- Saripongpong (Pob.)
- Sipaco